# Joseph F. Smith
Joseph Fielding Smith den äldre, 13 november 1838 – 19 november 1918, var den sjätte presidenten för Jesu Kristi Kyrka av Sista Dagars Heliga och den siste på den posten som kände kyrkans grundare, Joseph Smith som var hans farbror.
Joseph Fielding Smith brukar i regel kallas Joseph F Smith för att skilja honom från hans son med samma namn.

## Tidigt liv
Joseph F Smith föddes i Far West i Missouri den 13 november 1838, som son till patriarken Hyrum Smith och dennes fru Mary Fielding. Joseph uppkallades efter sina far- och morbröder. 
Vid tiden för Joseph F Smith:s födelse satt hans far i häkte i Liberty-fängelset, anklagad för brott mot religionslagarna.
Hans mor och moster flydde i början av 1839, med sina barn till Quincy, Illinois och senare till  Nauvoo där de flesta av mormonkyrkans medlemmar slagit sig ner.
Smith var bara fem och ett halvt år när hans far och farbror mördades av en pöbelhop i häktet i Carthage, Illinois, den 27 juni 1844, men ännu i vuxen ålder sade han sig ha kvar minnen från tiden i Nauvoo, av farbrodern Joseph Smith och tilldragelser i dennes hem.

## Karriär inom kyrkan
Familjen Smith flyttade så småningom till Nebraska och senare till Utah. När Smith var 13 år dog hans mor och han blev föräldralös. Några år senare reste han som missionär till Hawaii. Vid 22 års ålder reste han som missionär till Storbritannien och senare åter till Hawaii. Efter att ha återvänt hem anställdes han som kyrkohistoriker. Han var också medlem i Utahterritoriets representanthus. 1866 vigdes han till apostel av Brigham Young och blev rådgivare i första presidentskapet till Youngs död. 1867 blev han också medlem av de tolv apostlarnas kvorum. Efter Youngs död var han även rådgivare i första presidentskapet under presidenterna John Taylor, Wilford Woodruff och Lorenzo Snow. 1901 efterträdde Smith Snow som kyrkans president.